# Пшартський хребет
Пша́ртський хребе́т (Пшарт) — гірський хребет в Таджикистані. Відноситься до гірської системи Паміру.
Простягається із заходу на схід, між долинами річок Західний Пшарт та Східний Пшарт на півночі та Мургаб на півдні. На північному сході з'єднується з хребтом Музкол. Найвища точка — гора Ніязен (5398 м). Вкритий льодовиками.
Інші вершини:
- пік Круглий — 5347 м
- гора Киштро — 4972 м

| Таджикистан | Це незавершена стаття з географії Таджикистану. Ви можете допомогти проєкту, виправивши або дописавши її. |